# Eugenio Torre
Eugenio Torre (ur. 4 listopada 1951 w Iloilo) – filipiński arcymistrz, pierwszy w historii azjatycki szachista, któremu Międzynarodowa Federacja Szachowa nadała ten tytuł (w 1974 roku).

## Kariera szachowa
Siedmiokrotnie w latach 1973–1990 awansował ze strefy azjatyckiej do turniejów międzystrefowych (eliminacji mistrzostw świata). Największy sukces odniósł w 1982 roku, wygrywając wspólnie z Lajosem Portischem turniej międzystrefowy w Toluce, w którym wyprzedził m.in. Borysa Spasskiego i Artura Jusupowa. W rozegranym w 1983 roku w Alicante ćwierćfinałowym meczu pretendentów przegrał z Zoltanem Riblim 4 - 6. Był również sensacyjnym zwycięzcą czwórmeczu rozegranego w Manili w 1976 roku, w którym pokonał ówczesnego mistrza świata, Anatolija Karpowa.
Jest absolutnym rekordzistą świata pod względem liczby startów w szachowych olimpiadach. Pomiędzy 1970 a 2014 r. uczestniczył w 22 olimpijskich turniejach (w tym 17 razy na I szachownicy). Trzykrotnie zdobył brązowe medale za wyniki indywidualne, w latach 1974, 1980 i 1986 (wszystkie na I szachownicy). Najlepsze miejsce wraz z drużyną (VII) zajął w roku 1988 w Salonikach.
Torre był przyjacielem Bobby Fischera. Należał do ekipy Fischera w jego nieoficjalnym meczu rewanżowym o mistrzostwo świata przeciwko Borysowi Spasskiemu w 1992 roku. Słynął z tego, iż w pojedynczych partiach był w stanie pokonać najlepszych szachistów świata, na swoim koncie posiada zwycięstwa nad m.in. Anatolijem Karpowem (Manila, 1976) oraz Weselinem Topałowem (Erywań, 1996).
Najwyższy ranking w karierze (stan na wrzesień 2017) osiągnął 1 stycznia 1983 r., z wynikiem 2580 punktów dzielił wówczas 20. miejsce na światowej liście FIDE, jednocześnie zajmując 1. miejsce wśród filipińskich szachistów.